# 卡拉斯 (巴兰尼亚州)
卡拉斯（匈牙利語：Kárász，匈牙利語發音：[ˈkaːraːs]）是匈牙利巴兰尼亚州所辖的一个村。总面积8.02平方公里，总人口327，人口密度40.8人/平方公里（2011年1月1日）。